# Blanktjärnen (Färila socken, Hälsingland, 688295-147610)
Blanktjärnen är en sjö i Ljusdals kommun i Hälsingland och ingår i Ljusnans huvudavrinningsområde.